# Tråd
För andra betydelser, se Tråd (olika betydelser).

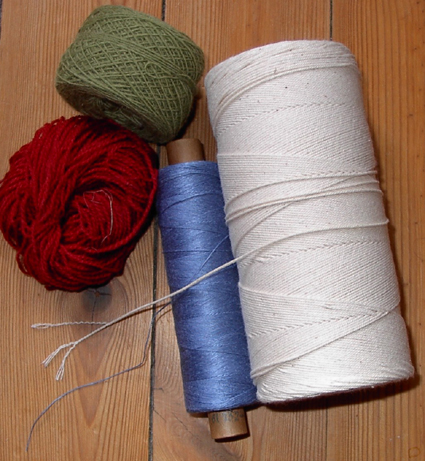
Enkeltrådig grön ull, tvåtrådig mörkröd ull, entrådigt blått lingarn, sextrådig vit bomull.

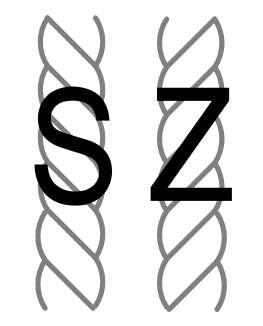
S- och Z-tvinn

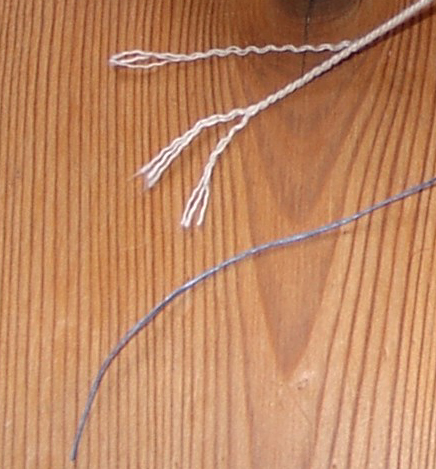
Lingarn 16/1 och bomullsgarn med tre tretaliga trådar snodda om varandra.

Tråd omfattar allt ifrån sytråd och tunnaste silke, ull, lin, bomull, syntet och så vidare i textila sammanhang till tråd av metalliska material, till exempel silver- och koppartråd.
De förhistoriska människorna kände inte till trådar i vår bemärkelse. När de skulle sy ihop djurhudar till kläder använde de djursenor, som är utomordentligt starka.
Tråden utgörs som regel av en ensam tråd men kan också vara sammantvinnad. Av de textila trådarna som är av naturmaterial är det endast silket som är en fiber som ensam bildar en tråd utan att nödvändigtvis ha blivit spunnen. Alla andra trådar av naturmaterial måste spinnas, eftersom fibrerna är för korta för att bli tråd i sig själva. Silket kan dock sammantvinnas till grövre trådar. En del tråd av konstfiber kan göras som enkelfiber utan spinning.

## Historia
Kunskapen att tillverka tråd är mycket gammal. 
Ett fragment av ett bastrep tvinnat av tre trådar, där trådarna spunnits, har påträffats på en stenåldersboplats i Frankrike, och daterats till 15 000 f. Kr. I en grav i Grotte de Enfant har man påträffat hålförsedda snäckor runt en mans huvud. Snäckskalen har troligen varit fastsydda på någon sorts huvudbonad och dateras till paleolitikum.

## Garn
Garn utgörs också av en eller flera trådar sammantvinnade till olika grovlekar. Tvinningen kan ha olika karaktär beroende på tillverkningssättet, och ger garnet olika egenskaper. Tvinningen kan ske antingen åt samma håll som garnet är spunnet, eller åt motsatt håll. Tvinningsriktningarna anges med beteckningen S-tvinn (vänstersnodd; jämför vänstergängad skruv) eller Z-tvinn (högersnodd, jämför högergängad skruv). (Jämför tågvirke, som kan vara linslaget eller tross-slaget.)
Till exempel kan det vara väsensskilt att väva med mattlingarn från olika leverantörer om tvinningen i ena fallet givit ett stumt och hårt garn, och ett annat mattlin tvinnats så att garnet är mer poröst och fyllande. Resultatet blir att inslagen fyller väven helt olika.
Systemtal och garnnummer
Grovlek på tråd och garn som används vid vävning anges i en äldre internationell standard genom dess systemtal och garnnummer.
Systemtalet, som har olika värde allt efter trådens material, är ett mått som anger den längd i meter av garn som behövs för att ge ett kilogram. Till exempel, bomullsgarn nr 1 ger 1 600 m/kg. 
Garnets nummer anger hur många gånger finare än garnnummer 1 som tråden är spunnen. Ju högre nummer, desto tunnare tråd. Om garnnumret följs av ett bråkstreck och ett nytt tal, så anger det sista talet antalet trådar som tvinnats samman till garnet.
Exempel
- Lingarn 16/1 är 1/16 så tjockt som lingarn nr 1, och består av en enskild tråd.
Lingarn 16/2 består av två hoptvinnade trådar av grovlek 16/1. Det har alltså samma grovlek som 8/1.
- 1 kg av bomullsgarn nr 1 innehåller 1 × 1 600 meter tråd.
Bomullsgarn nr 2 har fortfarande systemtal 1 600, men 1 kilogram av detta garn innehåller alltså 2 × 1 600 meter tråd.
- Till trasmattor använder man ofta det som kallas fiskegarn i varpen, vars garnnummer är 12/6, d v s 1/12 så tjockt som bomullsgarn nr 1, och tvinnat med sex likadana trådar av grovlek 12/1.
- För ull motsvarar nr 1 1 000 m/kg. Om ett ullgarn skrivs 6/2 ska det läsas som 6 000 meter entrådigt som tvinnats till två trådar och är 3 000 m/kg. 3/2 är 3 000 meter entrådigt garn som tvinnats till tvåtrådigt garn och 1 500 m/kg. Om ett ullgarn är 1 700 m/kg så blir det ca 3,4/2, om det är tvåtrådigt.

Grovlek på tråd som används vid stickning av damstrumpor och strumpbyxor mäts i denier, betecknat Den. Det finns två system för definition av nummertalet:
- Bas längd. Deniertalet är det antal gram som 9 000 meter garn väger.[1]
- Bas vikt. Deniertalet är det antal meter, som 1 gram garn väger.

I ett gammalt engelskt nummersystem, betecknat Ne, anges för bomull det antal 840 yard långa trådar som behövs för att ge ett brittiskt pund (lb). För linne däremot är det antalet 300 yard långa trådar som behövs för att ge ett brittiskt pund. Bakgrunden är de olika längder som traditionellt ingår i en hank, en benämning som motsvarar en svensk traditionell gammal pasma (men inte exakt lika stor); inte att förväxla med nutida metrisk pasma.
I Sverige och övriga världen används numera två olika system för att definierar finlek hos garn och fiber. För Nm avser numret det antal meter som väger ett gram. För Tex avser numret det antal gram som 1 000 meter väger. dTex är tiondelen därav, det vill säga det antal gram som 10 000 meter garn väger.
|      | Tex          | dTex           | Den           | Nm           | Ne           |
| ---- | ------------ | -------------- | ------------- | ------------ | ------------ |
|      |              |                |               |              |              |
| Tex  | —            | dTex / 10      | Den / 9       | 1 000 / Nm   | 590,54 / Ne  |
| dTex | Tex × 10     | —              | Den / 0,9     | 10 000 / Nm  | 5 905,4 / Ne |
| Den  | Tex × 9      | dTex × 0,9     | —             | 9 000 / Nm   | 5 314,9 / Ne |
| Nm   | 1 000 / Tex  | 10 000 / dTex  | 9 000 / Den   | —            | Ne × 1,693 4 |
| Ne   | 590,54 / Tex | 5 905,4 / dTex | 5 314,9 / Den | Nm × 0,590 5 | —            |

Eftersom olika material har olika densitet innebär metoden att en tråd med ett visst nummer får olika diameter alltefter det material tråden består av.
Virkgarn i merceriserad bomull säljs i rullar om 50 g. Därvid gäller:

 
| Nm     | 50 gram (m) | Liknande sytrådgrovlek |
| ------ | ----------- | ---------------------- |
|        |             |                        |
| 3      | 150         | (3)                    |
| 4      | 200         | (5)                    |
| 6      | 300         | (10)                   |
| 8      | 400         | (20)                   |
| 10     | 500         | (30)                   |
| 12     | 600         | (40)                   |
| 14     | 700         | (50)                   |
|        |             |                        |
| Källa: |             |                        |

Användningsområden för sytråd:
- Nr 3 och 5 är vanliga för skosömnad och andra läderarbeten, oftast bruna, men förekommer i olika gråvita nyanser.
- Nr 30 är ofta kallad björntråd, vanligen svart.
- Nr 40 är vanlig för handsömnad och maskinsömnad. Finns i hundratals färger.
- Nr 50 används för maskinstoppning och tråckling, uteslutande vit.